# Kastelruther Spatzen
Die Kastelruther Spatzen sind eine Musikgruppe aus Südtirol auf dem Gebiet des volkstümlichen Schlagers, die von Karl Schieder gegründet wurde. Sie haben sich nach ihrem Heimatort Kastelruth benannt. Bisher verkauften sie über 15 Millionen Tonträger.

## Die Gruppe
Gegründet wurde die Band im Jahr 1975 durch die Musiker Karl Schieder, Walter Mauroner, Valentin Silbernagl, Oswald Sattler, Ferdinand Rier und Anton Rier, die bereits länger gemeinsam sangen. Bereits 1977 verließ Anton Rier die Gruppe. 1979 kam Norbert Rier als Schlagzeuger zur Gruppe. 1980 löste Albin Gross Ferdinand Rier an der Harmonika ab. In dieser Formation erschien 1983 ihre erste Platte Viel Spaß und Freude, vornehmlich mit Stücken im Oberkrainer-Stil. Dieses Jahr wird offiziell als Gründungsjahr angegeben. 1983 übernahm Norbert Rier die Leitung der Gruppe. Der Titel Das Mädchen mit den erloschenen Augen wurde zum Hit und brachte gleich die erste Goldene Schallplatte.
Ende der 1980er Jahre änderte sich der Stil gänzlich von Oberkrainer zu volkstümlichem Schlager. Im Jahre 1986 schied Karl Schieder aus beruflichen Gründen aus. Seinen Platz belegte Karl Heufler. 1993 verließ Oswald Sattler die Gruppe, um eine Solokarriere zu beginnen. Ihn ersetzte Andreas Fulterer, der nach fünf Jahren ebenfalls für eine Solokarriere die Gruppe verließ. An seiner Stelle kam Kurt Dasser zur Gruppe hinzu. Einige der größten Erfolgshits der Band entstanden in den 1990er Jahren: Tränen passen nicht zu dir (1990), Eine weiße Rose (1992) und Herzschlag für Herzschlag (1997).
Manager Helmut Brossmann gab am 28. Mai 2014 auf der offiziellen Facebook-Seite der Kastelruther Spatzen bekannt, nicht mehr als Manager der Band tätig zu sein. Hierfür nannte Brossmann den Wandel der Musik-Industrie, insbesondere der Volksmusik- und Schlager-Branche. In der Nacht zum 26. Oktober 2016 verstarb Andreas Fulterer.

### Norbert Rier
Norbert Rier ist Sänger und Frontmann der Kastelruther Spatzen, geboren am 14. April 1960, von Beruf Landwirt (er züchtet Haflinger Pferde). Er ist verheiratet mit Isabella und hat vier Kinder, zwei Söhne (Alexander, * 1985 und Andreas, * 1989) und zwei Töchter (Marion, * 1983 und Anna, * 1993), mit denen er bereits etliche Lieder gesungen hat und die auch auf einigen CDs zu hören sind. Er hat im Unterschied zu seinen Kollegen keine musikalische Vergangenheit. Norbert Rier stellte im Mai 2006 im Rahmen einer deutschen TV-Sendung erstmals seine Autobiographie vor.

### Walter Mauroner
Walter Mauroner wurde am 20. Juni 1956 in Kastelruth geboren und ist von Beruf Mechaniker. Er gehört zu den Gründern der Kastelruther Spatzen und ist Inhaber des bekannten Kastelruther Spatzenladens im Dorfzentrum von Kastelruth.

### Kurt Dasser
Kurt Dasser wurde am 8. Februar 1958 in Bozen geboren. Er ist von Beruf Mathematik- und Biologielehrer und arbeitete zwanzig Jahre in der Mittelschule von Kastelruth in seinem Beruf. Dasser ist geschieden und Vater eines Sohnes. Er stieß im Oktober 1998 zur Band und wird deshalb auch der „jüngste“ Spatz genannt. Er spielt Gitarre und singt die Zweitstimme. Weiterhin betreibt Kurt Dasser seit 2018 im Kastelruther Ortskern eine Drechselmanufaktur.

### Valentin Silbernagl
Valentin Silbernagl wurde am 18. Juni 1956 in Kastelruth geboren und ist von Beruf Landwirt. Er hat eine Lebensgefährtin (Klara) und drei Kinder aus erster Ehe. Vor den Kastelruther Spatzen, bei denen er das Saxophon spielt, wirkte er acht Jahre lang in der Musikkapelle Kastelruth.

### Albin Gross
Albin Gross wurde am 2. April 1955 in Kastelruth geboren und ist von Beruf Getränkegroßhändler. Er ist seit 1980 verheiratet und hat drei Töchter und zwei Söhne. Karl Schieder, der eigentliche Gründer der Kastelruther Spatzen, holte Albin Gross zur Gruppe. Dort spielt er Keyboard und Akkordeon und zeichnet für zahlreiche Lieder als Komponist und Texter verantwortlich.

### Karl Heufler
Karl Heufler wurde am 23. September 1959 in Kastelruth geboren und ist von Beruf Kfz-Mechaniker. Er ist seit 1984 mit Brigitte verheiratet und hat zwei Kinder, einen Sohn und eine Tochter. Heufler war vor den Kastelruther Spatzen bei der Musikkapelle Seis am Schlern und im Schlernsextett aktives Mitglied. Er wechselte 1985 zu den Kastelruther Spatzen, um Karl Schieder zu ersetzen und spielt die Bassgitarre sowie das Baritonhorn.

### Rüdiger Hemmelmann
Rüdiger Hemmelmann wurde am 13. März 1966 in Würzburg geboren, ist in Himmelstadt aufgewachsen und seit 1991 Schlagzeuger bei den Kastelruther Spatzen. Seine Stelle war zunächst lediglich als „Aushilfsjob“ für Live-Auftritte gedacht, um Norbert Rier zu entlasten. Jedoch hat er sich diese Position relativ schnell erkämpft. Rüdiger Hemmelmann ist geschieden und Vater einer Tochter.

## Laufbahn
Nach Veröffentlichung der ersten CD, die bereits vergoldet wurde, erschien in der Folgezeit fast jährlich eine neue CD, die sich fast ausnahmslos zu Bestsellern entwickelten. 1990 nahm die Gruppe für Deutschland beim Grand Prix der Volksmusik teil und siegte mit dem Lied Tränen passen nicht zu dir. Es folgten zahlreiche Hits und Auftritte in diversen Fernsehsendungen im gesamten deutschsprachigen Raum. Heute haben die Kastelruther Spatzen bereits über hundert Goldene Schallplatten. Sie ist die erfolgreichste deutschsprachige Gruppe des volkstümlichen Schlagers.
Das am 2. Oktober 2015 veröffentlichte Album Heimat – Deine Lieder umfasst 20 gecoverte Lieder. Das Album enthält deutschsprachige Lieder aus der Heimat der Gruppe und bekannte Werke, wie Junge komm bald wieder, Bergvagabunden und Elvis Presleys Muss I denn zum Städtele hinaus. Es ist in der gesamten Laufbahn das erste Werk, welches den ersten Platz der deutschen Album-Charts erreichte. In der Schweiz platzierte sich das Album auf Platz 2 und in Österreich auf Platz 4.
Am 16. September 2016 veröffentlichte die Gruppe ihr nun 37. Album mit dem Titel Die Sonne scheint für alle, das 17 Lieder enthält. Zusätzlich erscheint die gleichnamige DVD mit den neuen Liedern und persönlichen Einblicken in das Leben der Kastelruther Spatzen. Bereits im Juni 2016 wurde mit Heimat die erste Single an die Radiostationen bemustert. In den Schlagern der Woche von Radio Paloma stieg das Lied auf Anhieb auf Platz 7 ein.
Am 18. August 2017 gaben die Kastelruther Spatzen auf ihrer Facebook-Seite bekannt, dass das neue Album Die Tränen der Dolomiten am 29. September [veraltet] 2017 erscheinen wird. Es werden 16 Titel enthalten sein. Das Titellied Tränen der Dolomiten erinnert an die schlimme Zeit des Ersten Weltkrieges mit den brutalen Hochgebirgsschlachten in den Dolomiten. Insgesamt ist das Album ein Bekenntnis für Menschlichkeit, Völkerverständnis und Frieden. Als erste Single-Auskopplung hat man das Lied Dem Leben ins Gesicht gelacht, das die Gruppe beim Sommer-Open-Air von Wenn die Musi spielt erstmals präsentierte.
Das Album Älter werden wir später enthält neben der gleichnamigen Single-Auskopplung 15 weitere Lieder. Es erschien am 28. September 2018 und platzierte sich auf Platz 3 der offiziellen deutschen Album-Charts. Insgesamt hielt es sich neun Wochen in den Top 100. In Österreich platzierte sich das Album ebenfalls auf Platz 3 und in der Schweiz auf der 5.
Mit Feuervogel flieg erschien am 4. Oktober 2019 das erste Album der Gruppe unter WE LOVE MUSIC, einem gemeinsamen Label vom zur ProSiebenSat.1 Media SE gehörenden Label Starwatch Entertainment und Universal Music.

## Tatsächliche musikalische Leistung
Die tatsächliche musikalische Leistung der Band ist umstritten. Sicher ist, dass sie bei Live-Auftritten (abgesehen von TV-Playback-Auftritten) live spielen. Jedoch wurde am 6. November 2012 bekannt, dass die Kastelruther Spatzen auf ihren Tonträger-Aufnahmen nicht selbst gespielt haben, sondern Studiomusiker engagierten, lediglich der Gesang von Norbert Rier sei echt gewesen. Dies erklärte der langjährige Produzent der Band Walter Widemair gegenüber der Bild. Nach Angaben der Zeitung habe Norbert Rier auf Nachfrage zugegeben, dass dies gemacht worden sei, „um Kosten zu sparen“ und „immer eine perfekte Produktion abzuliefern“. Hierbei ist ausschlaggebend, dass eine perfekte Produktion mit professionellen Musikern schneller realisierbar ist und damit der größte Kostenfaktor einer CD-Produktion (Studiomiete und Honorare für die betreuenden Techniker) begrenzt werden kann. „Der Erfolg der Band ist auf einem Riesenschwindel aufgebaut“, sagte Widemair.
„Auf den ersten vier Alben haben wir ausschließlich noch selbst die Instrumente gespielt. Ab der fünften CD wurden dann professionelle Studiomusiker engagiert“, so Rier. Norbert Rier selbst habe am Anfang das Schlagzeug gespielt, das erklärte er in der Bild. Laut Aussage der Kastelruther Spatzen soll Widemair sie dazu gedrängt haben, im Studio nicht mehr selbst zu spielen und die Aufnahmen professionellen Musikern zu überlassen, da seiner Ansicht nach die musikalische Leistung zu schlecht für Tonträger sei. Ein in Berlin aufgenommenes Live-Album war musikalisch so schlecht, dass neben der Stimme nur das Original-Schlagzeug verwendet werden konnte. Die Deutsche Phono-Akademie gab in einer Stellungnahme bekannt, dass eine Aberkennung der verliehenen Echos „im Zuge der aktuellen und zweifelhaften Berichterstattung […] nicht zur Debatte“ stehe.

## Tod von Karlheinz Gross 1998
Am 6. März 1998 fand ein Lkw-Fahrer gegen 18.17 Uhr Karlheinz Gross (Geb. 17.10.1959), den Bruder von Albin Gross und damaligen Manager der Kastelruther Spatzen, schwer verletzt auf einem Weg in einem Magdeburger Industriegebiet auf der Steinkopfinsel. Trotz Notoperation in der Universitätsklinik starb der 38-Jährige noch am selben Tag.
Bis heute sind die Umstände seines Todes nicht geklärt. Die Behörden ermittelten sowohl nach Unfall, als auch nach Mord, als mögliche Todesursache.
Die Volksmusikgruppe hatte am Abend zuvor ein Konzert in der Stadt gegeben. Gross war danach allein in der Stadt zurückgeblieben, um die Reparatur eines Tourbusses abzuwarten. Am späten Nachmittag des 6. März 1998 verließ Gross nach Zeugenaussagen eine Autowerkstatt im Stadtteil Rothensee zu Fuß mit unbekanntem Ziel. Knapp anderthalb Stunden später wurde er mit schwersten Verletzungen an Kopf und Oberkörper auf der Zufahrtsstraße eines etwa drei Kilometer entfernten Betriebsgeländes gefunden.
Mangels unmittelbarer Augenzeugen untersuchten Rechtsmediziner und Sachverständige in mehreren Gutachten die Art der Verletzungen und die gefundenen Spuren. Ein Raubmord wird für unwahrscheinlich gehalten, da das Opfer noch 10.000 D-Mark in bar bei sich trug. Nach Darstellung der Staatsanwaltschaft gilt als wahrscheinlichste Theorie, dass Gross zunächst von einem Jeep oder Lkw angefahren wurde. Zur Vertuschung des Unfalls sei das Opfer dann vermutlich mit einem stumpfen Gegenstand auf den Kopf geschlagen und zu der Lagerhalle transportiert worden. Wie sich aus den rechtsmedizinischen Gutachten ergibt, wurden die Verletzungen am Rumpf mit großer Wahrscheinlichkeit durch das Überrollen mit einem Fahrzeug hervorgerufen. Zusätzlich führten mindestens zwei Schläge mit einem stumpfen Gegenstand zu mehreren Rissen der Kopfschwarte.
Eine Ermittlungsgruppe mit mehr als 20 Beamten – die Soko „Spatzen“ – wurde auf den Fall angesetzt. Es wurde in alle Richtungen ermittelt. Die Werkstattmitarbeiter gerieten ebenso ins Visier der Fahnder wie zwei junge Speditionsmitarbeiter, die als erste am Fundort waren. Die Verdachtsmomente erhärteten sich jedoch ebenso wenig wie bei Ermittlungen im persönlichen Umfeld des Getöteten. Ein Magdeburger Fanclub der „Spatzen“ geriet in Verdacht, weil ihm Ende 1997 der offizielle Status aufgrund des Verdachtes zu hoher Mitgliedsbeiträge entzogen worden war. Auch hier blieben die Nachforschungen ergebnislos. Die Nachstellung des Falls in mehreren Fernsehsendungen brachte keine neuen Spuren.

## Kastelruther Spatzenfest

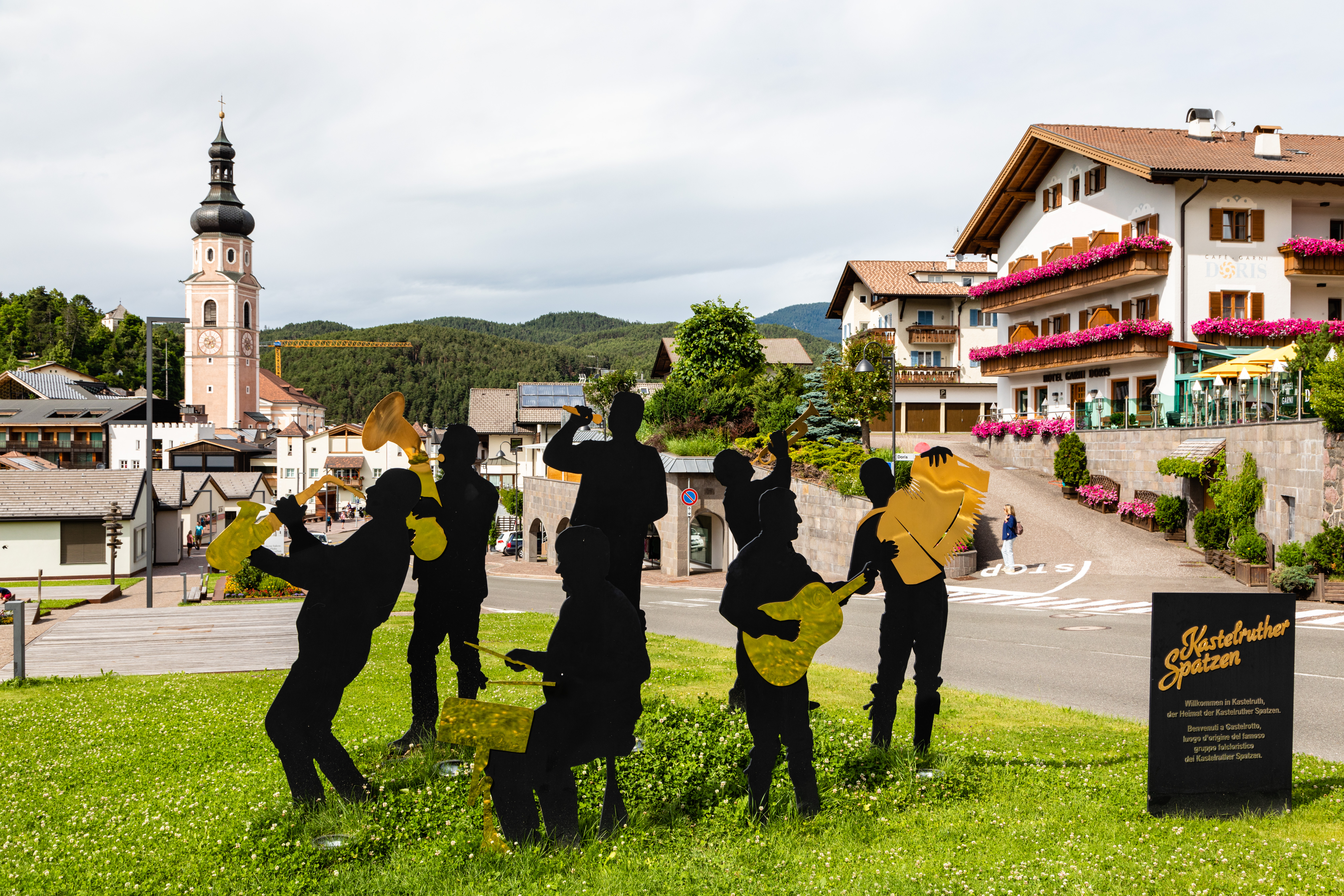
Die „Kastelruther Spatzen“ am Ortseingang von Kastelruth

Das Kastelruther Spatzenfest ist ein großes Konzert, das seit dem Jahre 1984 alljährlich in ihrer Heimat Kastelruth durchgeführt wird. Im Jahre 2014 feierten die Kastelruther Spatzen ihr 30. Spatzenfest. 2008 wurden rund 50.000 Besucher gezählt. Aufsehen und Kritik erregte am Spatzenfest 2018 der Bühnenbesuch und Wahlkampfauftritt von Italiens Innenminister Matteo Salvini, dessen rechtspopulistisch-fremdenfeindliche Partei Lega Nord bei den unmittelbar nachfolgenden Südtiroler Landtagswahlen hohen Zuspruch erfuhr.

## Diskografie
Studioalben

| Jahr | Titel Musiklabel                                                                                  | Höchstplatzierung, Gesamtwochen, AuszeichnungChartplatzierungen (Jahr, Titel, Musiklabel, Platzierungen, Wochen, Auszeichnungen, Anmerkungen) | Höchstplatzierung, Gesamtwochen, AuszeichnungChartplatzierungen (Jahr, Titel, Musiklabel, Platzierungen, Wochen, Auszeichnungen, Anmerkungen) | Höchstplatzierung, Gesamtwochen, AuszeichnungChartplatzierungen (Jahr, Titel, Musiklabel, Platzierungen, Wochen, Auszeichnungen, Anmerkungen) | Anmerkungen                                                  |
| Jahr | Titel Musiklabel                                                                                  | DE | AT | CH | Anmerkungen                                                  |
| ---- | ------------------------------------------------------------------------------------------------- | --- | --- | --- | ------------------------------------------------------------ |
| 1983 | Viel Spass und Freude auch bekannt als: Das Mädchen mit den erloschenen Augen Koch Records (Koch) | — | — | — | Erstveröffentlichung: 1983                                   |
| 1985 | Ich sag’s Dir mit Musik Koch Records (Koch)                                                       | — | — | — | Erstveröffentlichung: 1985                                   |
| 1986 | Musikantengold Koch Records (Koch)                                                                | — | — | — | Erstveröffentlichung: 1986                                   |
| 1987 | Servus Südtirol Koch Records (Koch)                                                               | — | AT28 (2 Wo.)AT | — | Erstveröffentlichung: 2. Juli 1987                           |
| 1988 | Wenn Berge träumen Koch Records (Koch)                                                            | — | AT6 (8 Wo.)AT | — | Erstveröffentlichung: 28. Juni 1988                          |
| 1989 | Doch die Sehnsucht bleibt … Koch Records (Koch)                                                   | DE27 (18 Wo.)DE | AT1 (16 Wo.)AT | CH15 Gold · (5 Wo.)CH | Erstveröffentlichung: 25. April 1989 Verkäufe: + 25.000      |
| 1990 | Feuer im ewigen Eis Koch Records (Koch)                                                           | DE11 Gold · (31 Wo.)DE | AT1 ×3Dreifachplatin · (25 Wo.)AT | CH10 Platin · (14 Wo.)CH | Erstveröffentlichung: 3. April 1990 Verkäufe: + 450.000      |
| 1991 | Wahrheit ist ein schmaler Grat Koch Records (Koch)                                                | DE21 Gold · (18 Wo.)DE | AT3 Platin · (15 Wo.)AT | CH12 Gold · (7 Wo.)CH | Erstveröffentlichung: 1. März 1991 Verkäufe: + 325.000       |
| 1992 | Eine weiße Rose Koch Records (Koch)                                                               | DE23 Gold · (22 Wo.)DE | AT3 Platin · (15 Wo.)AT | CH8 Gold · (11 Wo.)CH | Erstveröffentlichung: 16. Juni 1992 Verkäufe: + 325.000      |
| 1992 | Die schönsten Liebeslieder Koch Records (Koch)                                                    | DE90 (3 Wo.)DE | AT28 Platin · (8 Wo.)AT | CH— GoldCH | Erstveröffentlichung: 12. November 1992 Verkäufe: + 75.000   |
| 1993 | Der rote Diamant Koch Records (Koch)                                                              | DE12 Gold · (28 Wo.)DE | AT2 ×2Doppelplatin · (19 Wo.)AT | CH— GoldCH | Erstveröffentlichung: 14. Juni 1993 Verkäufe: + 375.000      |
| 1994 | Atlantis der Berge Koch Records (Koch)                                                            | DE9 Gold · (28 Wo.)DE | AT2 ×2Doppelplatin · (27 Wo.)AT | CH— GoldCH | Erstveröffentlichung: 17. Mai 1994 Verkäufe: + 375.000       |
| 1995 | Das erste Gebot ist die Liebe Koch Records (Koch)                                                 | DE22 Gold · (15 Wo.)DE | AT4 Platin · (16 Wo.)AT | CH— GoldCH | Erstveröffentlichung: 3. Oktober 1995 Verkäufe: + 325.000    |
| 1996 | Sterne über’m Rosengarten Koch Records (Koch)                                                     | DE27 Gold · (15 Wo.)DE | AT5 Platin · (16 Wo.)AT | — | Erstveröffentlichung: 23. September 1996 Verkäufe: + 300.000 |
| 1997 | Herzschlag für Herzschlag Koch Records (Koch)                                                     | DE19 Gold · (13 Wo.)DE | AT3 Platin · (16 Wo.)AT | CH13 Gold · (16 Wo.)CH | Erstveröffentlichung: 23. September 1997 Verkäufe: + 325.000 |
| 1998 | Die weiße Braut der Berge Koch Records (Koch)                                                     | DE17 (11 Wo.)DE | AT5 Platin · (16 Wo.)AT | CH10 Gold · (7 Wo.)CH | Erstveröffentlichung: 21. September 1998 Verkäufe: + 75.000  |
| 1999 | Die Legende von Croderes Koch Records (Koch)                                                      | DE19 (11 Wo.)DE | AT2 Gold · (16 Wo.)AT | CH15 Gold · (11 Wo.)CH | Erstveröffentlichung: 14. Juni 1999 Verkäufe: + 50.000       |
| 2000 | Und ewig wird der Himmel brennen Koch Records (Koch)                                              | DE13 Gold · (16 Wo.)DE | AT3 Gold · (20 Wo.)AT | CH10 Gold · (15 Wo.)CH | Erstveröffentlichung: 9. Juni 2000 Verkäufe: + 200.000       |
| 2001 | Jedes Abendrot ist ein Gebet Koch Records (Koch)                                                  | DE12 Gold · (12 Wo.)DE | AT6 Gold · (18 Wo.)AT | CH11 (12 Wo.)CH | Erstveröffentlichung: 11. Juni 2001 Verkäufe: + 170.000      |
| 2002 | Liebe darf alles Koch Records (Koch)                                                              | DE10 Gold · (12 Wo.)DE | AT7 Platin · (13 Wo.)AT | CH42 Gold · (5 Wo.)CH | Erstveröffentlichung: 7. Oktober 2002 Verkäufe: + 210.000    |
| 2003 | Herzenssache Koch Records (UMG)                                                                   | DE10 Gold · (11 Wo.)DE | AT4 Gold · (18 Wo.)AT | CH21 (11 Wo.)CH | Erstveröffentlichung: 6. Oktober 2003 Verkäufe: + 115.000    |
| 2004 | Berg ohne Wiederkehr Koch Records (UMG)                                                           | DE6 Platin · (20 Wo.)DE | AT1 Gold · (21 Wo.)AT | CH13 (18 Wo.)CH | Erstveröffentlichung: 20. September 2004 Verkäufe: + 215.000 |
| 2005 | Zufall oder Schicksal Koch Records (UMG)                                                          | DE8 Gold · (13 Wo.)DE | AT4 Gold · (12 Wo.)AT | CH15 (16 Wo.)CH | Erstveröffentlichung: 30. September 2005 Verkäufe: + 115.000 |
| 2006 | … und Singen ist Gold Koch Records (UMG)                                                          | DE4 Gold · (15 Wo.)DE | AT2 Gold · (14 Wo.)AT | CH12 Gold · (17 Wo.)CH | Erstveröffentlichung: 15. September 2006 Verkäufe: + 130.000 |
| 2007 | Dolomitenfeuer Koch Records (UMG)                                                                 | DE5 Gold · (14 Wo.)DE | AT4 (12 Wo.)AT | CH8 (14 Wo.)CH | Erstveröffentlichung: 28. September 2007 Verkäufe: + 100.000 |
| 2008 | Herz gewinnt, Herz verliert Koch Records (UMG)                                                    | DE8 Gold · (13 Wo.)DE | AT7 Gold · (9 Wo.)AT | CH10 (17 Wo.)CH | Erstveröffentlichung: 26. September 2008 Verkäufe: + 110.000 |
| 2009 | Ein Kreuz und eine Rose Koch Records (UMG)                                                        | DE7 Gold · (15 Wo.)DE | AT2 Gold · (11 Wo.)AT | CH7 (14 Wo.)CH | Erstveröffentlichung: 2. Oktober 2009 Verkäufe: + 110.000    |
| 2010 | Immer noch … wie am ersten Tag Koch Records (UMG)                                                 | DE8 Gold · (9 Wo.)DE | AT10 Gold · (10 Wo.)AT | CH12 (11 Wo.)CH | Erstveröffentlichung: 10. September 2010 Verkäufe: + 110.000 |
| 2011 | Hand auf’s Herz Koch Records (UMG)                                                                | DE8 (12 Wo.)DE | AT4 Gold · (14 Wo.)AT | CH7 (10 Wo.)CH | Erstveröffentlichung: 30. September 2011 Verkäufe: + 10.000  |
| 2012 | Leben und leben lassen Koch Records (UMG)                                                         | DE7 (11 Wo.)DE | AT1 Gold · (11 Wo.)AT | CH6 (11 Wo.)CH | Erstveröffentlichung: 5. Oktober 2012 Verkäufe: + 10.000     |
| 2014 | Eine Brücke ins Glück Koch Records (UMG)                                                          | DE7 (8 Wo.)DE | AT3 Gold · (9 Wo.)AT | CH5 (10 Wo.)CH | Erstveröffentlichung: 26. September 2014 Verkäufe: + 7.500   |
| 2015 | Heimat – Deine Lieder Electrola (UMG)                                                             | DE1 (10 Wo.)DE | AT4 Gold · (12 Wo.)AT | CH2 (22 Wo.)CH | Erstveröffentlichung: 2. Oktober 2015 Verkäufe: + 7.500      |
| 2016 | Die Sonne scheint für alle Electrola (UMG)                                                        | DE2 (10 Wo.)DE | AT1 (8 Wo.)AT | CH3 (10 Wo.)CH | Erstveröffentlichung: 16. September 2016                     |
| 2017 | Die Tränen der Dolomiten Electrola (UMG)                                                          | DE5 (12 Wo.)DE | AT2 (13 Wo.)AT | CH3 (21 Wo.)CH | Erstveröffentlichung: 29. September 2017                     |
| 2018 | Älter werden wir später Electrola (UMG)                                                           | DE3 (9 Wo.)DE | AT3 (11 Wo.)AT | CH5 (14 Wo.)CH | Erstveröffentlichung: 28. September 2018                     |
| 2019 | Feuervogel flieg Electrola (UMG)                                                                  | DE3 (15 Wo.)DE | AT2 (12 Wo.)AT | CH2 (20 Wo.)CH | Erstveröffentlichung: 4. Oktober 2019                        |
| 2020 | Liebe für die Ewigkeit Electrola (UMG)                                                            | DE2 (14 Wo.)DE | AT1 (7 Wo.)AT | CH1 (16 Wo.)CH | Erstveröffentlichung: 9. Oktober 2020                        |
| 2021 | HeimatLiebe Electrola • We Love Music (UMG)                                                       | DE1 (15 Wo.)DE | AT1 (9 Wo.)AT | CH1 (21 Wo.)CH | Erstveröffentlichung: 25. Juni 2021                          |
| 2022 | Freundschaft aus Gold Electrola (UMG)                                                             | DE2 (12 Wo.)DE | AT2 (9 Wo.)AT | CH1 (14 Wo.)CH | Erstveröffentlichung: 5. August 2022                         |
| 2023 | Herz und Heimat Electrola (UMG)                                                                   | DE2 (11 Wo.)DE | AT4 (9 Wo.)AT | CH3 (10 Wo.)CH | Erstveröffentlichung: 29. September 2023                     |
| 2024 | Friedensadler Electrola (UMG)                                                                     | DE7 (8 Wo.)DE | AT3 (10 Wo.)AT | CH2 (9 Wo.)CH | Erstveröffentlichung: 4. Oktober 2024                        |

## Auszeichnungen
Musikwettbewerbe
- Grand Prix der Volksmusik: 1990 für Deutschland (Tränen passen nicht zu dir)

Preise
- Edelweiß: 1991 und 1993
- Echo Pop: 1993, 1996, 1997, 1998, 1999, 2000, 2001, 2003, 2006, 2007, 2008, 2009, 2010
- Goldene Stimmgabel: 1996, 1997, 1999, 2003, 2007
- Krone der Volksmusik: 1998, 2000, 2001, 2002, 2005, 2006, 2007, 2008, 2009, 2010, 2012

Sonstiges
- 2005: Munich Olympic Walk of Stars